# Communauté de communes Baie de Somme Sud
La Communauté de communes de la Baie de Somme Sud était une communauté de communes française, située dans le département de la Somme.
Elle est remplacée à compter du 1er janvier 2017 par la communauté d'agglomération Baie de Somme née de la fusion des intercommunalités de l’Abbevillois, de la région d’Hallencourt et de la Baie de Somme sud.

## Historique
La communauté de communes a été créée par un arrêté préfectoral du 30 décembre 1997.
Dans le cadre des dispositions de la loi portant nouvelle organisation territoriale de la République du 7 août 2015, qui prévoit que les établissements publics de coopération intercommunale (EPCI) à fiscalité propre doivent avoir un minimum de 15 000 habitants, la préfète de la Somme propose en octobre 2015 un projet de nouveau schéma départemental de coopération intercommunale (SDCI) qui prévoit la réduction de 28 à 16 du nombre des intercommunalités à fiscalité propre du Département. Ce projet prévoit la création d’une communauté d’agglomération regroupant 56 communes et 57 469 habitants qui fusionnerait les quatre communautés de communes  de l'Abbevillois, de la Région d'Hallencourt, du Vimeu Vert et  Baie de Somme Sud,,.
Les élus du Vimeu Vert rejettent cette perspective de création d'une communauté d'agglomération, dotée de plus de compétences qu'une communauté de communes et obtiennent une fusion avec la  communauté de communes du Vimeu Industriel, dont les compétences, la fiscalité et le bassin de vie sont proches, aboutissant en 2017 à une intercommunalité regroupant  23 551 habitants. 
La communauté de communes de la Baie de Somme sud préfèrerait un «  rapprochement avec le nord et le sud sur la côte  », en excluant les villes et villages déjà engagés dans la communauté de communes interrégionale de Bresle maritime, et notamment Noyelles-sur-Mer, Sailly-Flibeaucourt, Ponthoile, Favières, Quend, Fort-Mahon-Plage, Le Crotoy et Saint-Quentin-en-Tourmont. Cette option n'est toutefois pas retenue par la  commission départementale de coopération intercommunale (CDCI) du 21 janvier 2016, entérinant la fusion en une communauté d'agglomération de l'Abbevillois, de la région d’Hallencourt et de Baie de Somme sud, soit 51 827 habitants,, qui serait créée au 1er janvier 2017 après consultation des conseils municipaux et communautaires concernés.
La communauté d'agglomération Baie Somme voit le jour le 1er janvier 2017.

## Territoire communautaire

### Composition
Cette communauté de communes est composée des communes suivantes :
| Nom                            | Code Insee | Gentilé          | Superficie (km2) | Population (dernière pop. légale) | Densité (hab./km2) |
| ------------------------------ | ---------- | ---------------- | ---------------- | --------------------------------- | ------------------ |
| Saint-Valery-sur-Somme (siège) | 80721      | Valéricains      | 10,50            | 2 666 (2014)                      | 254                |
| Arrest                         | 80029      | Arrestois        | 11,15            | 868 (2014)                        | 78                 |
| Boismont                       | 80110      | Boismontais      | 15,57            | 479 (2014)                        | 31                 |
| Brutelles                      | 80146      | Brutellois       | 6,29             | 200 (2014)                        | 32                 |
| Cayeux-sur-Mer                 | 80182      | Cayollais        | 26,29            | 2 569 (2014)                      | 98                 |
| Estrébœuf                      | 80287      |                  | 6,24             | 243 (2014)                        | 39                 |
| Franleu                        | 80345      | Franleusiens     | 8,43             | 530 (2014)                        | 63                 |
| Lanchères                      | 80464      | Lanchérois       | 16,39            | 909 (2014)                        | 55                 |
| Mons-Boubert                   | 80556      | Mons-Boubertois  | 9,53             | 539 (2014)                        | 57                 |
| Pendé                          | 80618      |                  | 16,43            | 1 101 (2014)                      | 67                 |
| Saigneville                    | 80691      |                  | 12,86            | 409 (2014)                        | 32                 |
| Saint-Blimont                  | 80700      | Saint-Blimontois | 6,63             | 899 (2014)                        | 136                |
| Vaudricourt                    | 80780      | Vaudricourtois   | 2,98             | 400 (2014)                        | 134                |

## Organisation

### Siège
L'intercommunalité avait son siège en mairie de Saint-Valery-sur-Somme.

### Élus
La communauté de communes était administrée par son conseil communautaire, composé de conseillers municipaux représentant chacune des communes membres, et répartis sensiblement en fonction de la population de chaque commune, soit, pour la mandature 2014-2020 :

- 3 délégués pour Cayeux-sur-Mer et Saint-Valery-sur-Somme ;

- 2 délégués pour les autres communes d'Arrest, Boismont, Brutelles, Etréboeuf, Franleu, Lanchères, Mons-Boubert, Pendé, Saigneville, Saint-Blimont, Vaudricourt
Le conseil communautaire du 14 avril 2014 a réélu son président, Stéphane Haussoulier, maire de Saint-Valery-sur-Somme,  et ses cinq vice-présidents, qui sont : 
1. Jean-Paul Lecomte, maire de Cayeux-sur-Mer, délégué aux actions en faveur du développement touristique et aux problématique de mobilité ;
2. Jean-Marie Machat, maire d'Estrébœuf, délégué aux bâtiments intercommunaux, à la voirie et au service public d'assainissement non collectif (SPANC) ;
3. Bernard Ducrocq, maire de Pendé, délégué à la collecte et traitement des ordures ménagères, au tri sélectif et aux déchetteries ;
4. Emmanuel Delahaye, maire de Mons-Boubert, délégué au développement économique et commercial, à l'emploi, au logement, à l'école de musique et au développement culturel.
5. Dominique Hénocque, maire de Vaudricourt , délégué aux compétences scolaires et périscolaires et jeunesse[9].

### Liste des présidents
| Période                                  | Période  | Identité             | Étiquette | Qualité |
| ---------------------------------------- | -------- | -------------------- | --------- | --- |
| Les données manquantes sont à compléter. |          |                      |           | |
| 1998                                     | En cours | Stéphane Haussoulier | LR        | Maire de Saint-Valery-sur-Somme ( 2001 → ) Conseiller départemental d'Abbeville-2 (2015 → ) Vice-président du conseil départemental (2015 → ) Vice président du Syndicat mixte Baie de Somme (2015 → ) Réélu pour le mandat 2014-2020 |

### Compétences
L'intercommunalité exerce les compétences qui lui ont été transférées par les communes membres, dans les conditions définies par le code général des collectivités territoriales. Il s'agit de : 
- Développement économique ;
- Aménagement de l'espace : 
  - Élaboration d'un schéma de cohérence territoriale (SCOT), d'une charte de développement et d'aménagement du territoire communautaire ;
  - Zones d'aménagement concerté (ZAC) à vocation économique ;
- Protection de mise en valeur de l'environnement :
  - Collecte, traitement et valorisation des ordures ménagères ;
  - Schéma directeur d'assainissement et service public de l'assainissement non collectif ;
- Voirie (ensemble des voiries, mais déneigement limité aux liaisons intercommunales hors agglomérations) ;
- Habitat et logement : 
  - Opération programmée d'amélioration de l'habitat (OPAH) ;
  - Réalisation de lotissements à vocation sociale en liaison avec des bailleurs concernés ;
- Affaires scolaires et périscolaires ;
- Jeunesse
- Équipements culturels et sportifs (piscine intercommunale,  gymnase du collège de la Baie de Somme, école de musique intercommunale)
- Action culturelle (aide aux compagnies Le Passe-Muraille et Solilès, carte de réduction Baie de Somme Sud) ;
- Gestion de l'office de tourisme baie de Somme ;
- Soutien aux actions d'animation organisées dans le ressort de la Communauté de Communes et dont la portée dépasse manifestement le territoire de la commune qui les accueille ;
- Développement des techniques de l'informatique et de la communication (TIC) et fonctionnement des cybersites ;
- Participation à la création de structures en faveur de l'emploi ;
- Gestion d'un service de portage de repas à domicile et d'un service de transport à la personne[12].

### Régime fiscal et budget
La Communauté de communes est un établissement public de coopération intercommunale à fiscalité propre.
Afin de financer l'exercice de ses compétences, elle perçoit la fiscalité professionnelle unique (FPU) – qui a succédé à la taxe professionnelle unique (TPU) – et assure une péréquation de ressources entre les communes résidentielles et celles dotées de zones d'activité, ainsi que la taxe d'enlèvement des ordures ménagères (TOEM) et une dotation globale de fonctionnement bonifiée.